# 1998 en Lorraine
Chronologie de la Lorraine
- 1994
- 1995
- 1996
- 1997
- 1998
- 1999
- 2000
- 2001
- 2002

Cette page est une liste d'événements qui se sont produits durant l'année 1998 en Lorraine.

## Éléments de contexte
- Le textile vosgien tombe de 56 000 emplois en 1962 à 6 000.
- 500 millions de bouteilles tous formats sont produites par Contrex[1], soit 5 fois le volume de 1958.

## Événements

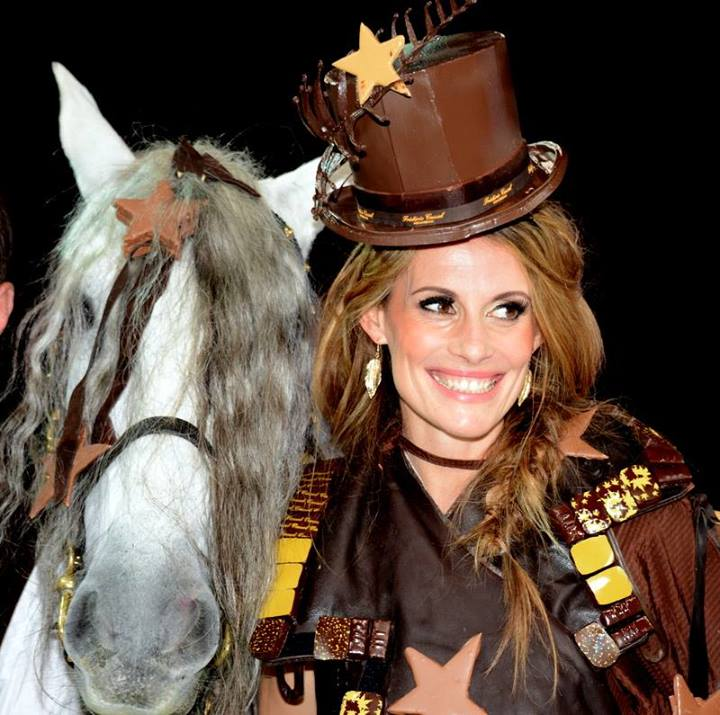
Sophie Thalmann en 2013

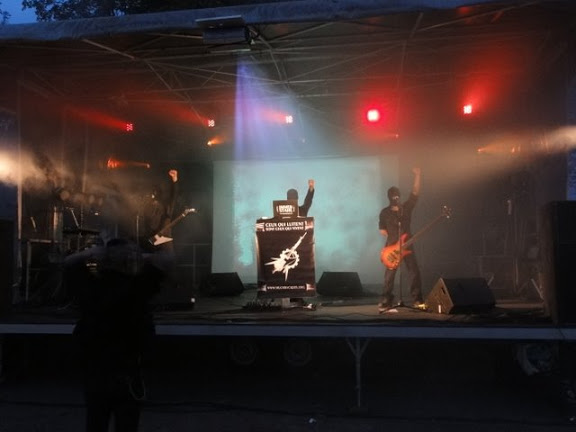
Muckrackers.

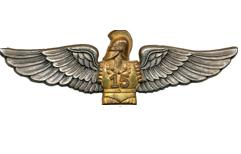
Insigne régimentaire du 15e Bataillon du Génie de l’Air.

- Fondation de l'association En pays de Petitmont, société savante d'histoire locale[2].
- Fondation du Centre de recherche culturel Chopin à Charmes[3].
- Sophie Thalmann, élue miss Meuse, première dauphine de miss Lorraine et miss France[4].
- L'ASNL est champion de France de seconde division[5].
- L'ASPTT Metz remporte la Coupe de France de Handball Féminin[6].
- Les clubs de basket ball de Longwy et Rehon fusionnent pour donner naissance au Basket Club Longwy Rehon.
- Création de Muckrackers, groupe de metal industriel français, originaire de la Lorraine. Le nom semble inspiré par les muckrakers, des journalistes publiant des rapports impliquant des politiciens ou industriels et soulevant des questions de société aux États-Unis, dans les années 1890 à 1930. Le groupe produit ses propres disques qu'il sort grâce à son label discographique, Les Forges Alliées.
- Tournage à Freyming-Merlebach du film Une minute de silence  de Florent Emilio-Siri[7]

- 1 janvier : création de la communauté de communes du Saulnois, communauté de communes située dans le département de la Moselle. Il s'agit du deuxième Établissement public de coopération intercommunale qui comporte le plus grand nombre de communes de France : 128 communes réparties sur les 5 cantons de l'arrondissement de Château-Salins.
- 10 mars : carambolage "monstre"[8] impliquant 90 véhicules sur l'A31 à hauteur de Richemont fait 53 blessés dont huit graves. Une femme de 71 ans décédera de ses blessures. C'est (en 2023) le plus grand événement de ce type dans la région[9].
- 6 mai : dissolution du 15e RGA qui occupait la base aérienne 551 Toul-Thouvenot. Cette base ne comportait pas de piste[10].
- 8 au 10 mai : 44ème Rallye de Lorraine remporté par Benoît Rousselot et Jack Boyère sur une Renault Megane[11].
- 31 juillet : attribution de l'AOC aux vins des Côtes-de-toul[12].
- Juillet : fermeture du dernier haut-fourneau de Rombas, le R5[13].
- Août 1998 : Floriane Rouget est élue reine de la mirabelle[14].
- Septembre : achèvement des travaux de réhabilitation du Château de Malbrouck[12].
- 1, 2, 3 et 4 octobre : Festival international de géographie, à Saint-Dié-des-Vosges, sur le thème : L'Europe, un continent à géographie variable.

## Inscriptions ou classements aux titre des monuments historiques

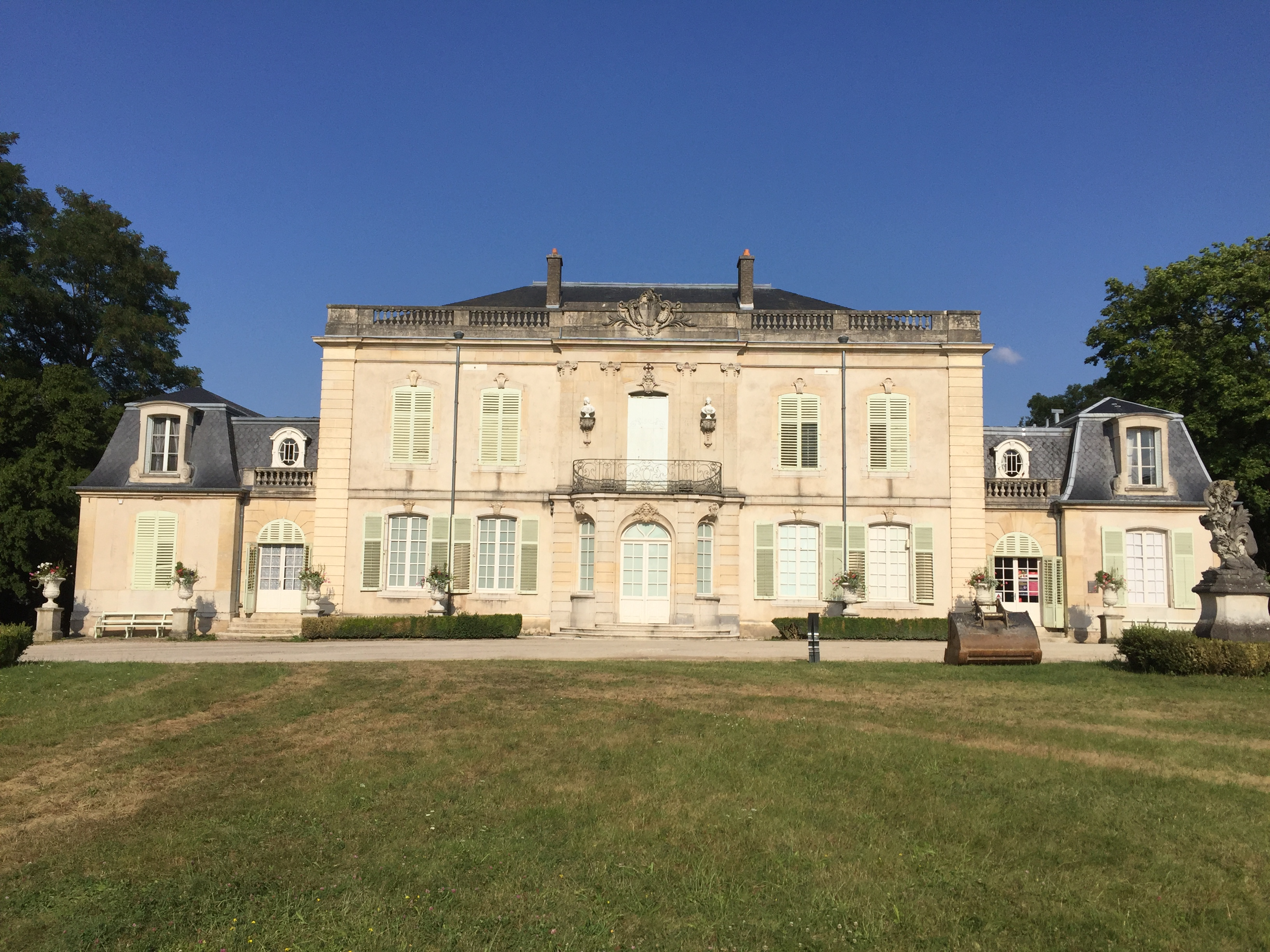
Château de Montaigu Jarville-la-Malgrange en 2018

- En Meurthe-et-Moselle : Site archéologique d'Essey-lès-Nancy[15], Château de Montaigu[16], Château de Lunéville[17], Camp d'Affrique à Messein[18], Musée de l'École de Nancy[19]
- En Meuse : Hôpital Saint-Charles de Commercy[20], Pharmacie Malard à Commercy[21]
- En Moselle : Château d'Arry (Moselle)[22], Carreau minier Vuillemin-Wendel[23], Casino de la Faïencerie à Sarreguemines[24]
- Dans les Vosges : Chapelle de Bermont[25]

## Naissances
- 17 mai à Nancy : Hugo Beurey[26], rameur d'aviron français.
- 24 juin à Thionville : Youssef Maziz, footballeur franco-marocain, jouant au poste de milieu offensif à l'OH Louvain.
- 26 juin à Metz : Ugo Humbert, joueur de tennis français, professionnel depuis 2016.
- 10 juillet à Metz : Ophélie Tonds, joueuse de handball française, évoluant au poste de gardienne de but au Metz Handball.
- 29 juillet à Saint-Dié-des-Vosges : Abou Ba, footballeur français qui joue au poste de milieu défensif à Villefranche-sur-Saône.

## Décès
- 20 octobre à Nancy : René Pleimelding, footballeur et entraîneur français né le 13 février 1925 à Joudreville (Meurthe-et-Moselle) [27].
- 12 décembre à Briey (Meurthe-et-Moselle) : Jean-Louis Trévisse, pseudonyme de Jean-Louis Schmitt, peintre et sculpteur français, né le 27 juillet 1949 à Moyeuvre-Grande (Moselle).
- 27 décembre à Plappeville : Lucien Bégouin, homme politique français, né le 17 avril 1908 à Angoulême (Charente).